# Municipio de Huautla de Jiménez
El municipio de Huautla de Jiménez es uno de los 570 municipios en que se divide el estado mexicano de Oaxaca. Se encuentra localizado en el norte del estado, en la Región Sierra de Flores Magón. Su cabecera es la ciudad de Huautla de Jiménez.

## Geografía
El municipio de Huautla de Jiménez se encuentra ubicado en el extremo norte del estado de Oaxaca, forma parte de la Región Sierra de Flores Magón y del distrito de Teotitlán. Tiene una extensión territorial de 148.437 kilómetros cuadrados que representan el 0.16 % de la extensión total del estado. Sus coordenadas geográficas extremas son 18°3′ - 18°15′ de latitud norte y 96°43′ - 96°53′ de longitud oeste; su altitud va de 600 a 2300 metros sobre el nivel del mar.
Sus límites corresponden al norte con el municipio de Santa María Chilchotla, al este con el municipio de San José Tenango, al sureste con el municipio de San Juan Coatzóspam, al sur con el municipio de Huautepec y el municipio de Santa María la Asunción y al suroeste con el municipio de Mazatlán Villa de Flores; y finalmente al oeste limita con el municipio de San Lucas Zoquiápam, el municipio de San Mateo Yoloxochitlán y con el municipio de Eloxochitlán de Flores Magón.

### Orografía e hidrografía
Huautla se localiza enteramente en la Sierra Madre del Sur, así como en la cuenca hidrológica del río Papaloapan. 

### Clima y ecosistemas
Los principales climas son: semicálido húmedo con lluvias todo el año y templado húmedo con abundantes lluvias en verano. Las temperaturas medias anuales varían entre los 16 y 24 °C. Exceptuando una corta temporada en primavera, que es la época calurosa y más seca, las lluvias son abundantes, de entre 2000 y 5000 mm anuales.
Aunque según cifras oficiales menos del 5% del territorio municipal tiene potencial para su aprovechamiento agropecuario y pecuario sostenido, actualmente la agricultura y los espacios urbanos ocupan el 60% del territorio. El resto está cubierto por bosques templados húmedos (en especial bosques madrenses de pino-encino) o bien por selva.

## Demografía
La población total del municipio de Huautla de Jiménez de acuerdo con el Censo de Población y Vivienda realizado en 2010 por el Instituto Nacional de Estadística y Geografía, es de 30 004 habitantes, de los que 13 952 son hombres y 16 052 son mujeres.
La densidad de población asciende a un total de 202.13 personas por kilómetro cuadrado.

### Localidades
El municipio se encuentra formado por 113 localidades, las principales y su población de acuerdo al censo de 2010 son:
| Localidad                 | Población (2010) |
| ------------------------- | ---------------- |
| Huautla de Jiménez        | 10 28            |
| San Andrés Hidalgo        | 1 970            |
| Xochitonalco              | 1 345            |
| Loma Chapultepec          | 1 042            |
| Santa Cruz de Juárez      | 1 016            |
| Río Santiago              | 786              |
| Santa Catarina Buenavista | 705              |
| Total municipio           | 30 004           |

## Política
El gobierno del municipio de Huautla de Jiménez es electo mediante el principio de partidos políticos, como en la gran mayoría de los municipios de México. El gobierno le corresponde al ayuntamiento, conformado por el presidente municipal, dos síndicos y el cabildo integrado por nueve regidores. Todos son electos mediante voto universal, directo y secreto para un periodo de tres años que pueden ser renovables para un periodo adicional inmediato.

### Representación legislativa
Para la elección de diputados locales al Congreso de Oaxaca y de diputados federales a la Cámara de Diputados federal, el municipio de Huautla de Jiménez se encuentra integrado en los siguientes distritos electorales:
Local:
- Distrito electoral local de 4 de Oaxaca con cabecera en Teotitlán de Flores Magón.[5]

Federal:
- Distrito electoral federal 2 de Oaxaca con cabecera en Teotitlán de Flores Magón.[6]